# Carlos Sosa Melgarejo
Carlos Sosa Melgarejo (Asunción, 29 de abril de 1926 - Ibidem, 20 de junio de 1990) fue un compositor, músico y cantante paraguayo. Hijo de Antolín Sosa e Hilaria Melgarejo, este artista conocido como “El ruiseñor del Paraguay”, nació en el Barrio Trinidad de Asunción. Murió a la edad de 63 años, y sus restos descansan en el panteón de Autores Paraguayos Asociados (APA), entidad a la que perteneció como socio y trabajó como funcionario por casi dos décadas.

## Infancia y juventud
Durante su niñez y adolescencia, Carlos Sosa tuvo como seudónimo “chopelo”.
Poeta, compositor, cantante y guitarrista, quizás sea uno de los autores y compositores más fáciles de 
identificar por las características de su obra e interpretación.
En su juventud fue jugador de  fútbol, militó en el 12 de Octubre Football Club del barrio Santo Domingo, donde brillaron grandes figuras del deporte como Efigeno Benítez, Gabino Arévalo y otros. Posteriormente se alistó en el Club Nacional, donde llegó a conocer al gran “Saltarín Rojo “, Arsenio Erico.
Posteriormente, Sosa se radicó en el barrio Pinozá, donde formó familia, eligiendo como esposa a otra figura del arte, una estrella de las tablas como Doña Máxima Lugo, con quien tuvo 5 hijos: Veridiana, Miguel Ángel, Marlene Isabel, María de las Nieves y Nimia Luciana. 
De su posterior unión con Nela Albabi tuvo una hija, Nimia Carolina.

## Su estilo
Para sus poesías, “El Ruiseñor del Paraguay “ adoptó el estilo de resaltar la belleza, la cordialidad, la fraternidad y la gran predisposición a la amistad que tiene el  pueblo paraguayo; gracias al carácter especial y la particular manera de ser que ostenta.
Ne porá che Paraguay, "Bienvenido hermano extranjero", "Mi retorno", "Qué lindo está mi pueblo", "Felicidades mi gran amigo", "Señor turista", "Paraguay tierra de amor",  entre otras muchas composiciones de su autoría, tienen el sello de su pluma y su guitarra, pues rinden homenaje a la patria y a los amigos.

## Su trayectoria
Los inicios de Carlos Sosa en el arte, ocurrieron a temprana edad.  
Aún precoz, Sosa demostró sus habilidades en las famosas veladas artísticas. Estas fueron actividades artísticas muy extendidas a partir de la década del 30 en Paraguay. En ellas se formaron muchos artistas que pronto quedaron consagrados por el éxito. 
Antes de volcarse del todo a la música Sosa desarrolló otras actividades dentro del espectáculo, como la de animador y actor de teatro. Actuó al lado de otras rutilantes estrellas como José L. Melgarejo, Ramón Gamara, Juan  Bernabé,  Silvio Rojas, Dora  del Cerro, Máxima Lugo y Blanquita Villalba, entre otros. Muy pronto se destacó como cantante y como una de las figuras de mayor preponderancia del quehacer folclórico nacional. También se desempeñó como profesor de guaraní, idioma que utilizaba con solvencia en sus poesías. 
Sosa eligió a la guitarra como compañera  inseparable y la creatividad que desarrolló en el instrumento se deben varias consagradas canciones; de las que fue autor en letra como en música. Intérpretes famosos  han grabado estas canciones para hacerlas conocer alrededor del mundo, siendo el más renombrado de ellos Luis Alberto del Paraná; verdadero embajador de la música paraguaya por los escenarios de varios continentes.
Creador nato, Sosa fue un juglar que con sus canciones llevó alegría, emoción y cordialidad por los distintos escenarios en que le ha tocado actuar, tanto en nuestro país como por casi toda América, En su andar conquistó  al público por su gran talento artístico, don de gente, sencillez y caballerosidad.

## Carrera musical
Sus primeras incursiones artísticas, como cantante y  guitarrista, fueron en el bar "Ideal", ubicado a un costado del teatro municipal.
Con Luís Alberto del Paraná le unió una gran amistad, a tal punto que se consideraban “hermanos espirituales”. Para él, Sosa compuso la canción "Mi retorno", durante uno de los regresos del artista al Paraguay, por motivo del fallecimiento de su madre. Dice la letra: "He vuelto a mi patria porque ya no pude resistir  la ausencia de mi mborayhu, que ayer me acunaba con toda ternura dándome las flores de su kunu´ú.  Y al llegar al puerto yo quise abrazarla, besarla, y decirle: ajúma mamá; más todo fue en vano porque ñandejára ahechave`yre chupe ogueraha “. Y  Luis Alberto del Paraná cantó estos  versos con el hondo sentimiento que le imprimió Sosa. Esta composición es, para muchos, una de las más emotivas escritas por el cantautor.
'

## Giras y presentaciones
Entre las  presentaciones más destacadas de Carlos Sosa podemos citar las realizadas en los principales festivales del país, como el de Ypacarai. El cantautor era número de jerarquía en los eventos culturales donde se rendía homenaje a la música de la patria. Actuaba además en los locales donde la paraguayidad era el estilo y  albergaban a los clientes, compatriotas y extranjeros, ávidos de llenarse de emociones con las canciones de nuestra tierra.
En sus giras fuera de nuestro país, Sosa actuó en el festival OTI  de la canción; Festival de Viña del Mar; Festival en la Mitad del Mundo, Ecuador; Festival Internacional de la Canción, en Buenos Aires; Festival del Limón, en Santa Fe; Festival del Poncho, en Catamarca; Festival Latinoamericano, Buenos Aires; Festival de Cosquín, Festival de Salta; Festival de Danza y Folclore, en Barreto, Brasil y otros.

Su  voz, su canto y guitarra conocieron escenarios de Brasil, Argentina, Ecuador, Bolivia, Chile, Perú, Colombia, Uruguay, y Venezuela. 
En 1983 y 1984 actuó en  Estados Unidos, invitado por el Centro Paraguayo de Nueva York entidad que le preparó giras por los Estados de Pennsylvalnia, Florida, Nueva Jersey, Washington y Nueva York, según un artículo realizado por la revista Ocara Poty Cue Mí de aquella época.

## Sus galardones
Carlos Sosa conoció el éxito y disfrutó de él cuando, en sus  presentaciones en vivo y cantando obras de su propia autoría sentía cómo eran aplaudidas, percibía el reconocimiento del público. Por tres años consecutivos, Sosa ganó la competencia de composición del Festival del lago de Ypacaraí.
Fue triunfador en el concurso de Canal 9 de 1998 con el tema "La noche que te conocí" y galardonado con medalla de oro en la ciudad de Villa del Rosario por su canción Puerto de la Amistad.
Sosa fue nombrado  “hijo dilecto” de Villa de San Pedro de Ycuamadyyú por su canción dedicada a dicha ciudad.
De su inspiración han nacido varias joyas musicales como  "Mi Retorno"dedicada a Luís Alberto del Paraná  su más apreciado amigo; "Bienvenido hermano extranjero" y "Señor turista" , como saludo fraternal a los visitantes de nuestro país ;"Buen viaje mi amor", "Quiero verte", "Te vuelvo a encontrar", "Paraguay tierra de amor" , "Soy el arpa" , "Amorosamente" , "La noche que te conocí", "Siempre me acuerdo de ti", "Yo soy la morena" , "La reina del ñandutí" , "El crack" , "Villa de san pedro de ykuamandyju, "Che vallemíre" , "Che mandu´ávo" , "Che retáme, araka´etépa" , "Nendivéntemo ra´e" , "Che vallemi yvotytyre" , "Mi pueblo tiene un pesebre" , "A mi noble Asunción" , "Canción de la lejanía" y "Ne porà che Paraguay",  obra ganadora del premio nacional de música en el año 2003.

## Obras inéditas
De su amplia producción Carlos Sosa ha dejado varias obras inéditas.Entre ellas:
- A la sombra de un naranjo.
- Albirroja querida.
- Carnaval del Paraguay.
- Cielo kuña pyryryin.
- Desde que conocí de tus negros ojos.
- Duda
- Encadenado a tu amor
- Escríbeme siempre.
- La lluvia me trae recuerdos.
- La prisionera.
- Ne Pora che Paraguay.